# Hannah Herzsprung

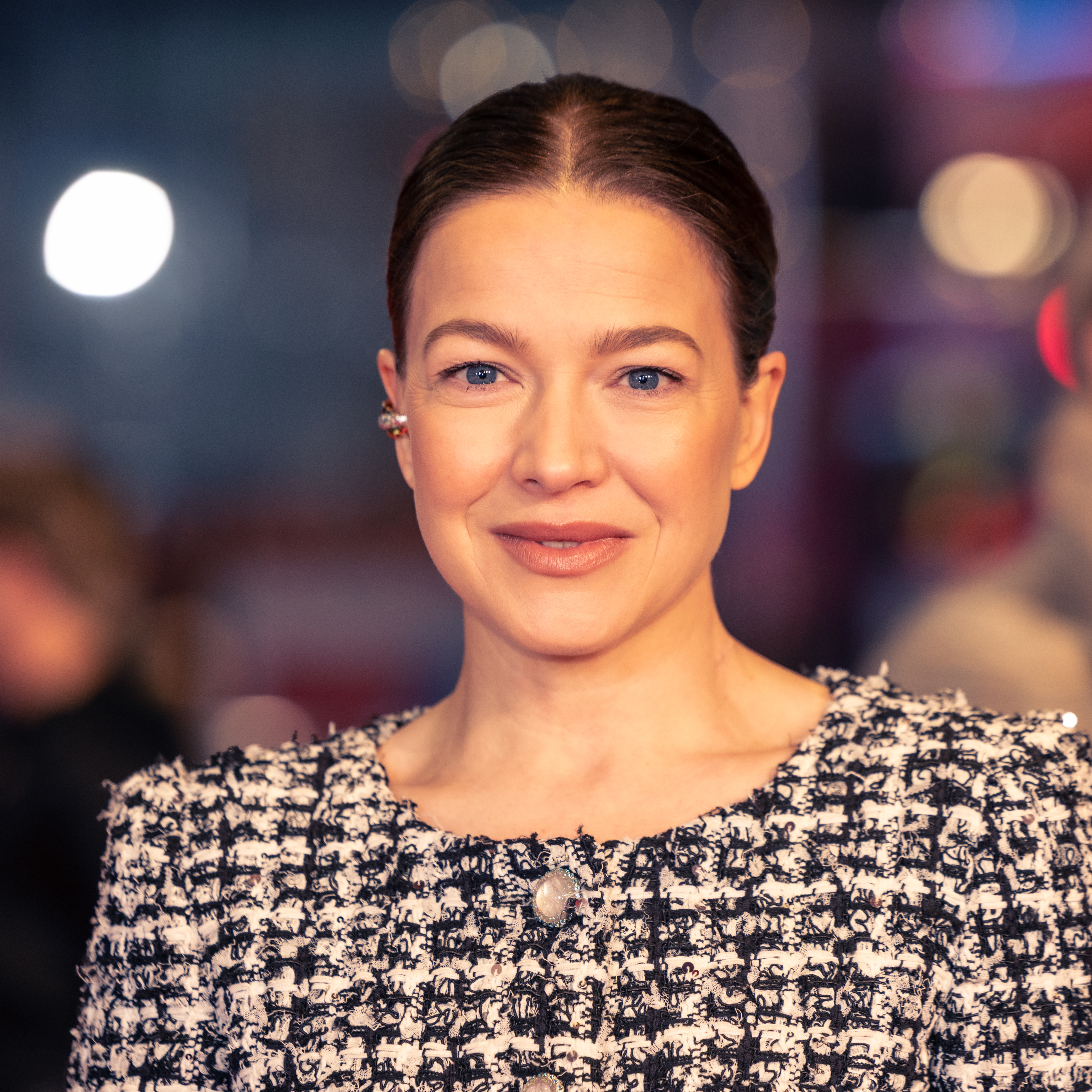
Hannah Herzsprung bei der Berlinale 2025

Hannah-Rebecca Herzsprung (* 7. September 1981 in Hamburg) ist eine deutsche Schauspielerin.

## Biographie
Hannah Herzsprung ist die Tochter des Schauspielers Bernd Herzsprung und der Modedesignerin Barbara Engel. Sie gab ihr Debüt als Schauspielerin 1997 in der BR-Serie Aus heiterem Himmel, in der sie ab Beginn der vierten und letzten Staffel die Rolle der Miriam ‚Mimi‘ Pauly übernahm. Sie besuchte das englische Internat Hurtwood House Performing Arts in Dorking, Surrey, wo sie auch das A-Level erreichte. Seit 1999 nahm sie privaten Schauspielunterricht.
Ende 2002 übernahm sie zusammen mit ihrer Schwester Sara die Tele-5-Clip-Show musicbox. Sie begann ein Studium der Kommunikationswissenschaften in Wien. Nebenher spielte sie auch immer wieder Fernsehrollen, so 2002 die Jule in Das böse Mädchen und ab 2003 die Vera in der Serie 18 – Allein unter Mädchen. Ebenfalls im Jahr 2003 hatte sie einen Part in der Folge Unter Verdacht: Beste Freunde und kleinere Rollen in der Sketch-Comedy Tramitz & Friends.
Mit dem Fernsehfilm Emilia – Die zweite Chance, in dem Herzsprung eine Borderline-Patientin spielte, wurden ihre Rollen anspruchsvoller. 2005 erhielt sie ihre erste Kinohauptrolle als die wegen Mordes verurteilte Jenny in Vier Minuten von Chris Kraus. Dafür bekam sie am 19. Januar 2007 den Bayerischen Filmpreis als bestes weibliches Nachwuchstalent. Ebenfalls 2005 stand sie für Das wahre Leben von Alain Gsponer als suizidgefährdete Jugendliche vor der Kamera. Für diese zwei Filme brach sie ihr Studium in Wien ab. Für Das wahre Leben erhielt sie den Deutschen Filmpreis 2007 als beste Nebendarstellerin und den Adolf-Grimme-Preis 2009.

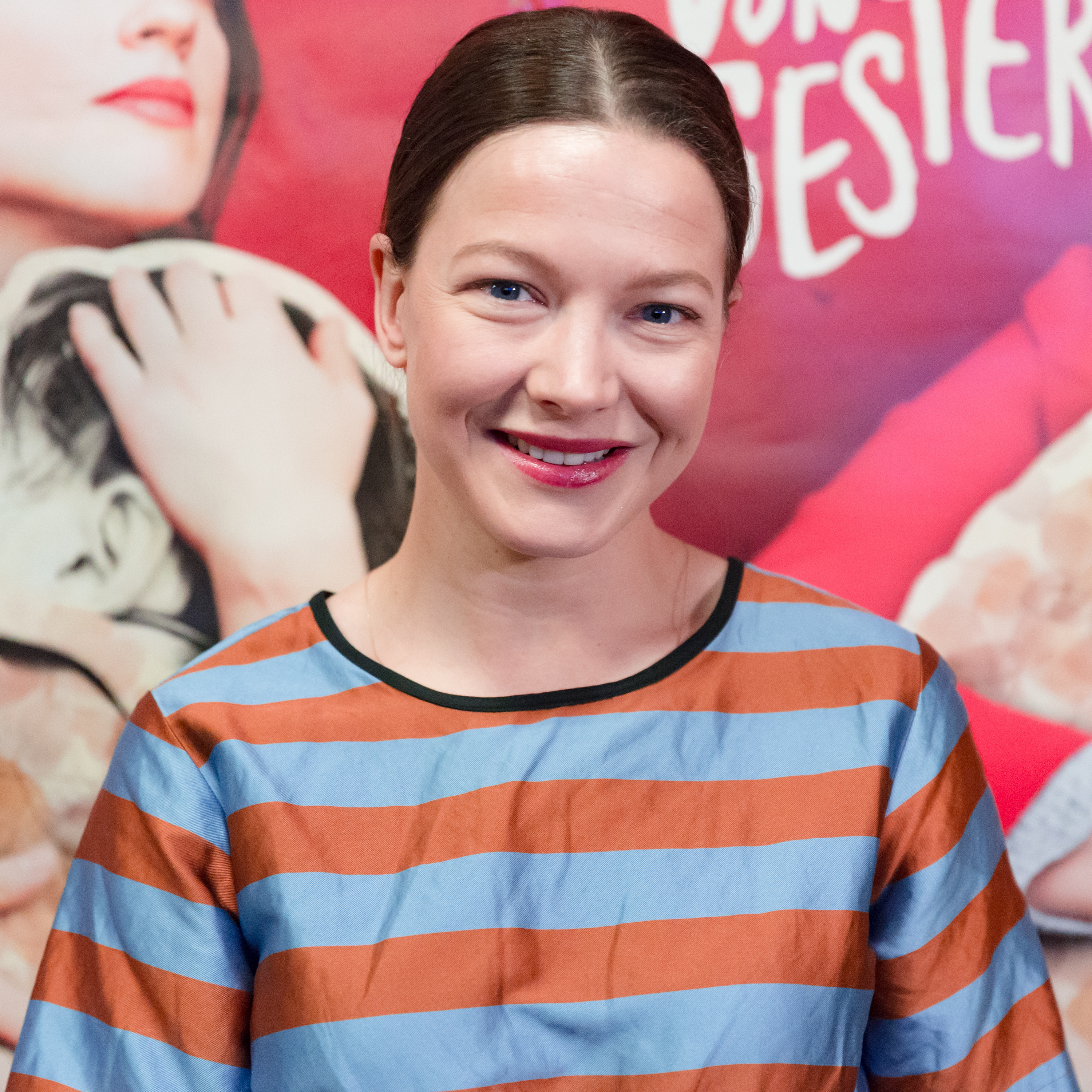
Hannah Herzsprung (2017)

Im Jahr 2007 spielte Hannah Herzsprung in der Buchverfilmung Der Baader Meinhof Komplex die Terroristin Susanne Albrecht und im Kinofilm 10 Sekunden eine Hauptrolle als Daniela. In Stephen Daldrys Kinofilm Der Vorleser trat sie 2008 in der Rolle der Julia auf. In Uwe Jansons Fernsehverfilmung von Goethes Roman Die Leiden des jungen Werthers war sie als Charlotte zu sehen und in Jo Baiers Fernsehfilm Liesl Karlstadt und Karl Valentin als die junge Liesl Karlstadt. Der Auftritt als Richardis von Stade im Kinofilm Vision – Aus dem Leben der Hildegard von Bingen brachte ihr 2010 eine erneute Nominierung für den Deutschen Filmpreis ein. In Rudolf Thomes Pink spielte sie die Titelrolle einer berühmten Schriftstellerin, die sich zwischen drei Verehrern entscheiden muss. Im Kinofilm Lila, Lila hatte sie eine Hauptrolle an der Seite von Daniel Brühl und Henry Hübchen. Am 11. November 2010 erhielt sie den Bambi als beste deutsche Schauspielerin für ihre Rolle als Julia Hausmann in der ARD-Serie Weissensee. 2011 erschien Tim Fehlbaums Endzeit-Thriller Hell mit Herzsprung in einer Hauptrolle. In der August-Ausgabe der Vogue war sie als Model zu sehen. 2012 kam das Abenteuerdrama Wie zwischen Himmel und Erde in die Kinos. Ebenfalls im Jahre 2012 erschien der Action-Thriller Schutzengel von und mit Til Schweiger, in welchem Herzsprung in einer Nebenrolle mitwirkte. An der Seite von Tom Schilling, Elyas M’Barek und Wotan Wilke Möhring spielte sie 2014 die Marie in dem Hacker-Thriller Who Am I – Kein System ist sicher von Baran bo Odar, der Platz eins der deutschen Kinocharts erreichte. Im Jahre 2015 spielte Herzsprung abermals an der Seite von Elyas M’Barek in Traumfrauen von Anika Decker die Hauptrolle der Leni Reimann.
Herzsprung lebt in Berlin-Prenzlauer Berg. Sie wurde im März 2025 zur ersten deutschen Chanel-Botschafterin ernannt.

## Filmografie (Auswahl)
- 1998–1999: Aus heiterem Himmel (Fernsehserie, 23 Folgen)
- 2002: SOKO Leipzig – Verliebt in einen Lehrer
- 2003: Mädchen, böses Mädchen
- 2004–2007: 18 – Allein unter Mädchen (Fernsehserie, 20 Folgen)
- 2004: Unter Verdacht (Fernsehreihe, Folge 1x04)
- 2005: Solo (Kurzfilm)
- 2005: Emilia – Die zweite Chance
- 2005: Im Namen des Gesetzes – Das Spiel ist aus
- 2006: Vier Minuten
- 2006: Das wahre Leben
- 2006: Kommissar Stolberg (Fernsehserie, Folge 1x06)
- 2006: Das Duo – Man lebt nur zweimal (Fernsehserie, Folge 1x12)
- 2007: SOKO Köln (Fernsehserie, Folge 4x00)
- 2008: 1. Mai – Helden bei der Arbeit
- 2008: Der Vorleser
- 2008: 10 Sekunden
- 2008: Werther
- 2008: Liesl Karlstadt und Karl Valentin
- 2008: Der Baader Meinhof Komplex
- 2009: Pink
- 2009: Vision – Aus dem Leben der Hildegard von Bingen
- 2009: Lila, Lila
- 2009: Wickie und die starken Männer
- 2010: Aghet – Ein Völkermord
- 2010–2013: Weissensee (Fernsehserie, 10 Folgen)
- 2010: Habermann
- 2011: Hell
- 2012: Flucht aus Tibet – Wie zwischen Himmel und Erde
- 2012: Schutzengel
- 2012: H+: The Digital Series
- 2012: Ludwig II.
- 2012: Die Hüter des Lichts (Stimme von Tooth)
- 2013: Die Schlümpfe 2 (Stimme von Schlumpfine)[6]
- 2013: Der Geschmack von Apfelkernen
- 2014: Die geliebten Schwestern
- 2014: Who Am I – Kein System ist sicher
- 2015: Traumfrauen
- 2016: Die Blumen von gestern
- 2016: Die Dasslers – Pioniere, Brüder und Rivalen
- 2017: Verräter – Tod am Meer
- seit 2017: Babylon Berlin (Fernsehserie)
- 2018: Steig. Nicht. Aus!
- 2018: Mackie Messer – Brechts Dreigroschenfilm
- 2018: Dogs of Berlin (Fernsehserie)
- 2019: Sweethearts
- 2021: Der Boandlkramer und die ewige Liebe
- 2021: Mein Sohn
- 2021: Monte Verità – Der Rausch der Freiheit
- 2021: Dürer (Dokudrama bei Arte über Albrecht Dürer)[7]
- 2022: Wolke unterm Dach
- 2023: 15 Jahre
- 2023: Das fliegende Klassenzimmer
- 2024: Woodwalkers

## Hörbücher (Auswahl)
- 2009: Die Beichte von Meg Gardiner. Random House Audio, ISBN 978-3-8371-0086-0.

## Auszeichnungen
- 2007: Undine Award, Beste jugendliche Hauptdarstellerin, Vier Minuten[8]
- 2007: Bayerischer Filmpreis, Beste Nachwuchsschauspielerin für Vier Minuten[8]
- 2007: Deutscher Filmpreis, Beste Nebendarstellerin in Das wahre Leben[8]
- 2008: Shooting Star, im Rahmen der Internationalen Filmfestspiele in Berlin[9]
- 2009: Adolf-Grimme-Preis für die darstellerische Leistung in Das wahre Leben
- 2009: Medaille für besondere Verdienste um Bayern in einem Vereinten Europa
- 2010: Bambi in der Kategorie Schauspielerin National für Weissensee
- 2011: Deutscher Fernsehpreis Beste Serie für Weissensee, stellvertretend für das Schauspielensemble
- 2024: Bayerischer Filmpreis 2023 in der Kategorie Beste Darstellerin für 15 Jahre[10]